# Herba pinera
Polycnemum arvense, l'herba pinera, és una espècie de plantes amb flor de la família de les  amarantàcies, encara que tradicionalment pertanyia a la família de les quenopodiàcies.
És una mala herba dels sembrats que es pot trobar de forma dispersa als Països catalans, preferentment en terrenys de secà, sorrencs i preferentment calcaris.

## Descripció i hàbitat
És una petita herba anual, amb fulles alternes, més o menys cilíndriques i normalment acabades en punta. Les flors menudes, típiques de totes les amarantàcies, surten a l'axil·la de 2 bràctees.
Polycnemum arvense viu des de la regió mediterrània (a molts països d'Europa) fins a l'Àsia occidental. Als Països Catalans, es pot trobar de forma escadussera en els ambients on viu, en camps de cereals i els seus marges, també a les vores d'alguns embassaments, principalment a Catalunya. És bastant rara als País valencià.

## Taxonomia i distribució
La primera descripció vàlida  d'aquesta  espècie va ser feta per Linné l'any 1753.

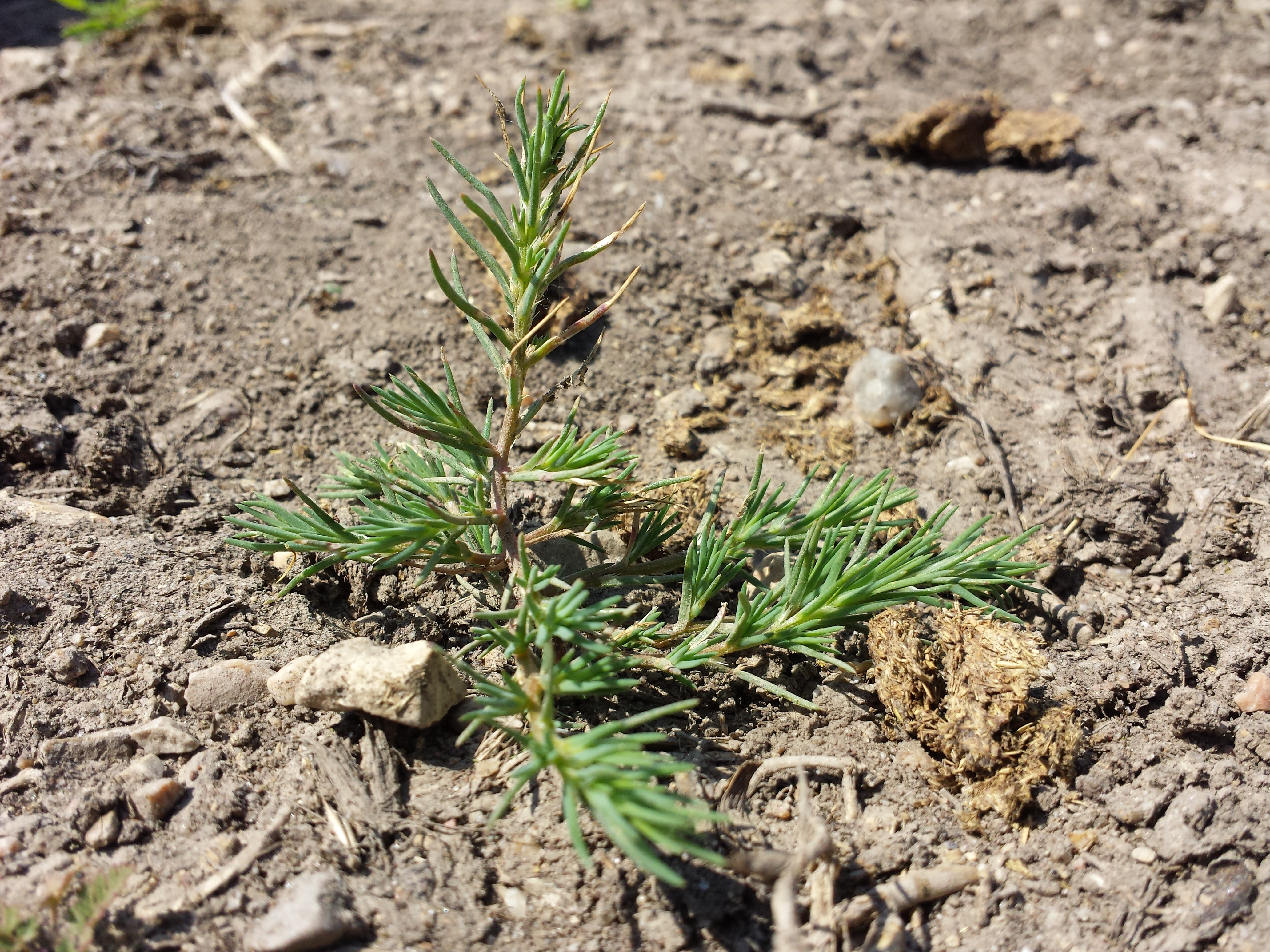
P.arvense aspecte general
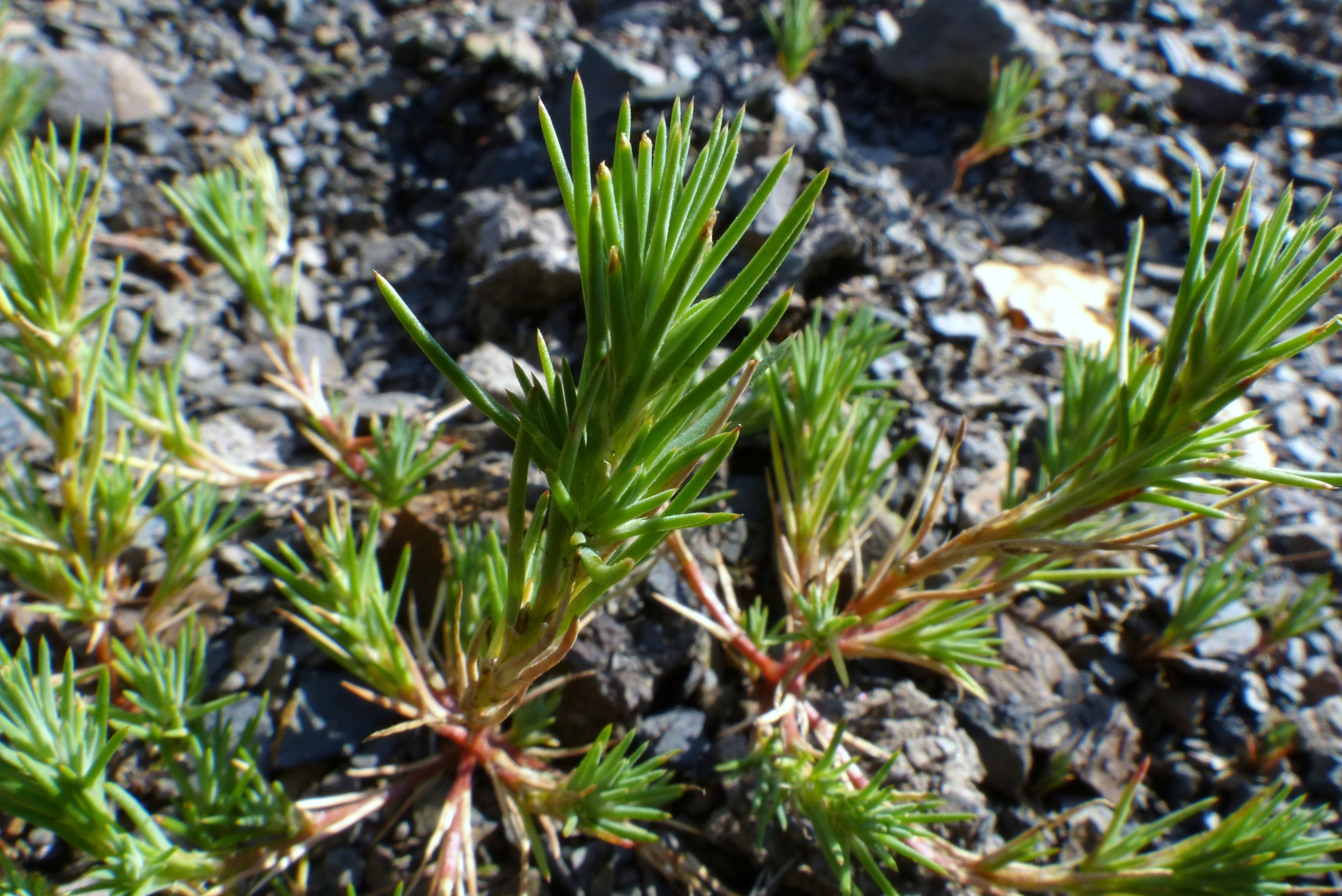
P.majus aspecte general
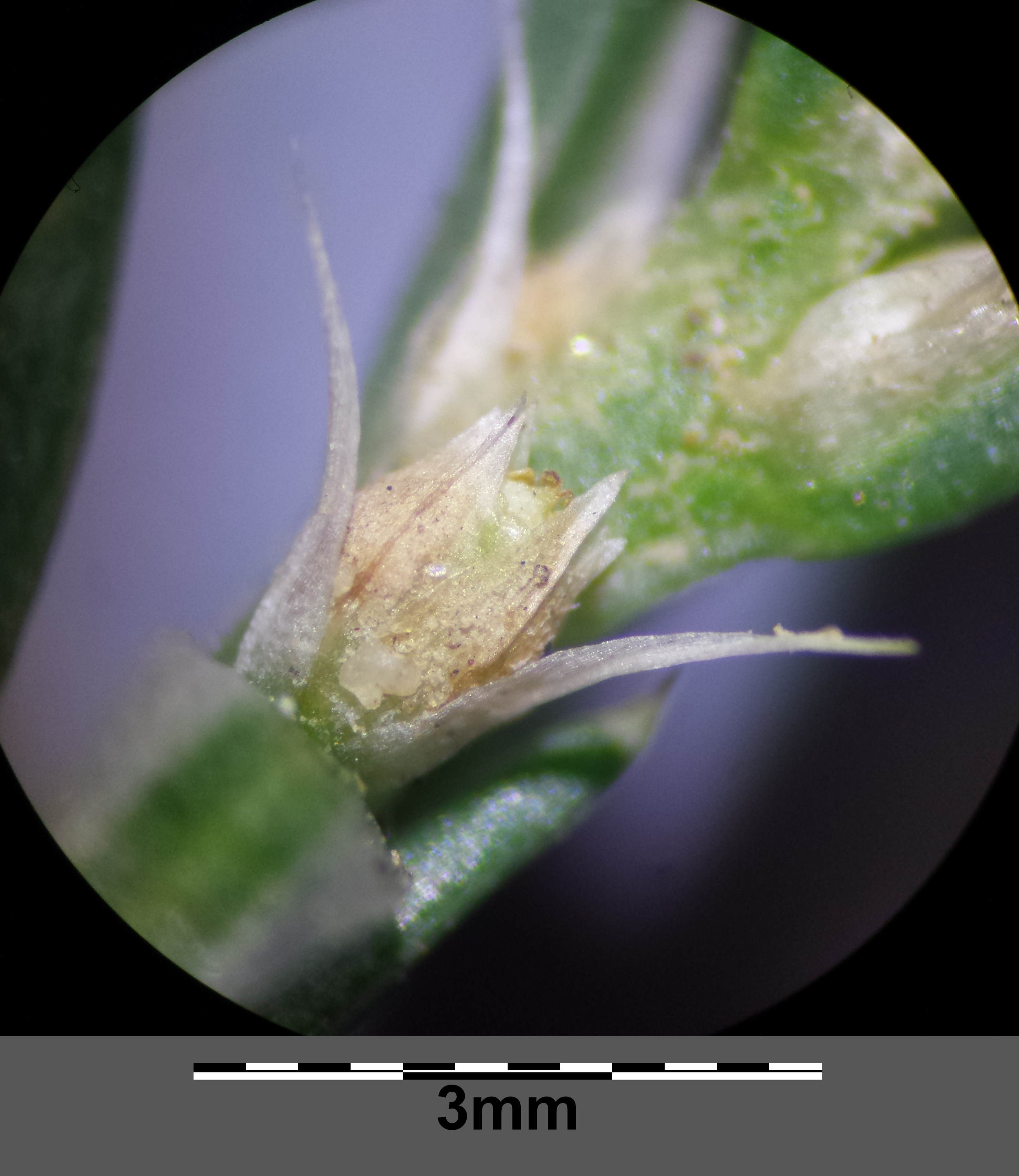
P.majus Bractèoles més llargues que el Periant
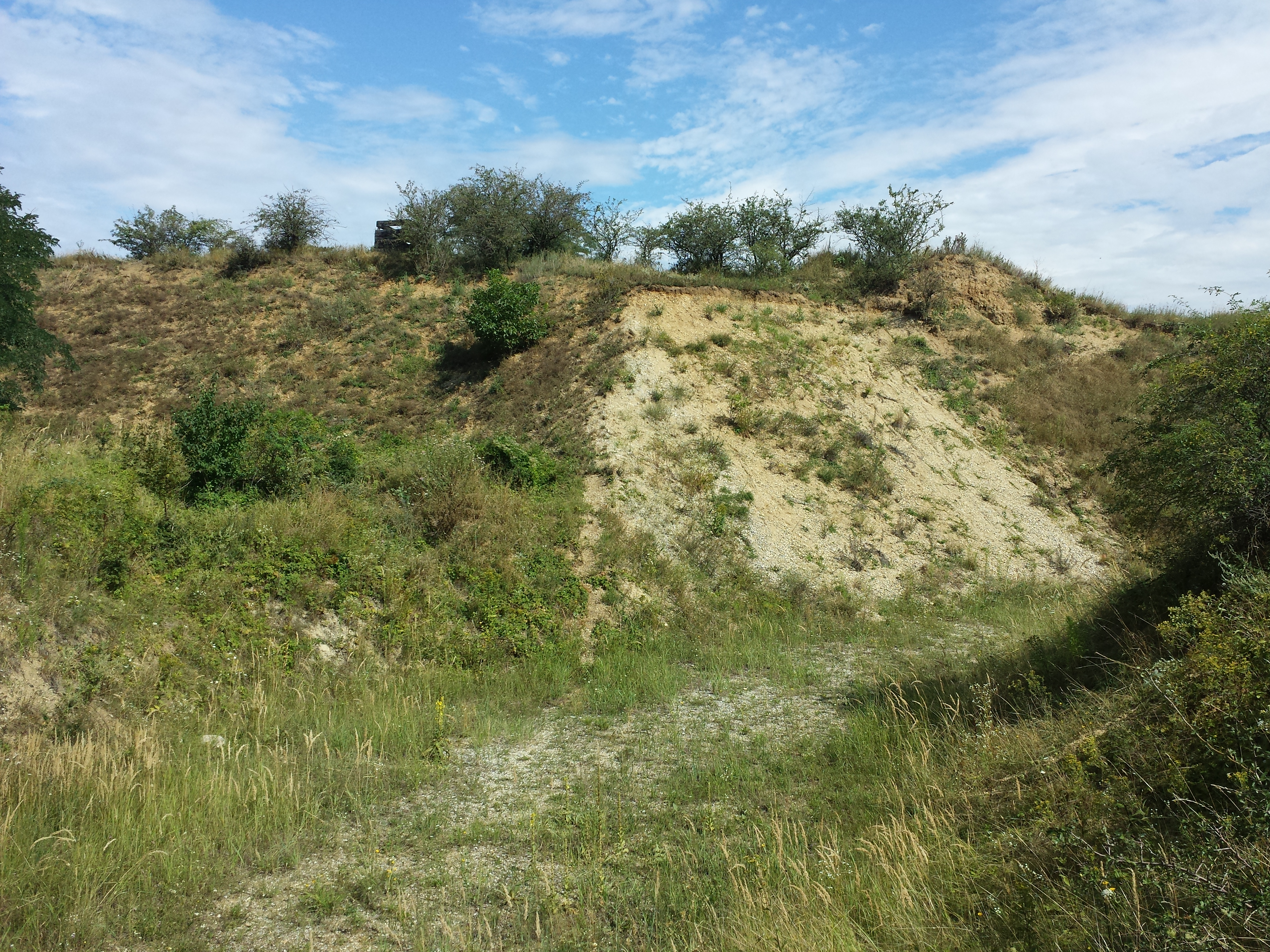
ambient on viu a Àustria

Segons la Flora dels Països Catalans hi ha dos subespècies amb petites diferències entre elles que viuen en ambients semblants i se superposen geogràficament:
Altres publicacions de referència les consideren espècies diferents
- Polycnemum arvense ssp. arvense L.
- Polycnemum arvense ssp. majus  (A.Braun) Briq.

P.arvense és una planta normalment verrucosa, amb les tiges sovint retorçades; amb fulles de 3 a 12 mm de llarg, no molt punxents i amb les bractèoles que envolten a la flor de mida similar al periant.
P.majus, sigui una subespècie o una espècie diferent, no és verrucosa i tota ella és un xic més robusta que l'anterior. Les fulles (de 6 a 20 mm de llarg) són més punxoses i les bractèoles clarament més llargues que el periant.